# Erbil (Irak)
Erbil (en kurdo: Hewlêr o Hawler ھەولێر, en árabe: اربيل‎ Arbīl o Irbil, en turco: Erbīl, en siríaco: ܐܪܒܝܠ Arbel) es la capital de la Región Autónoma Kurda (Kurdistán iraquí) y sede del gobierno regional kurdo. Es la tercera ciudad más grande de Irak, después de Bagdad y Basora. A Erbil se la considera como la ciudad más antigua que ha estado habitada permanentemente.
El asentamiento humano en Erbil puede trazarse hasta, por lo menos, el siglo XXIII a. C. La ciudad ha estado bajo el dominio de distintos pueblos a lo largo de toda su historia, incluyendo a asirios, medos, persas, partos, sasánidas, árabes y otomanos.
En 2014 la Unesco eligió a la ciudadela de Erbil como Patrimonio de la Humanidad.

## Toponimia
El nombre de Arbil no parece ser de origen semita. La primera sílaba Ar es característica de los nombres de varias localidades hurritas. El nombre Arbil se menciona en las escrituras sagradas sumerias, que datan del siglo XX a. C. como Arbilum, Orbelum o Urbilum. Posteriormente, los acadios ―basándose en la etimología popular― interpretaron que el nombre Arbil significaba ‘cuatro dioses’ (arba'ū ilū) por su similitud fonética. Durante la antigüedad clásica, la ciudad se conocía por su nombre en arameo, Arbela.
El nombre kurdo de la ciudad es Hawler, que significa ‘donde se adora al sol’. Se cree que deriva del griego Helio (sol).

## Geografía física

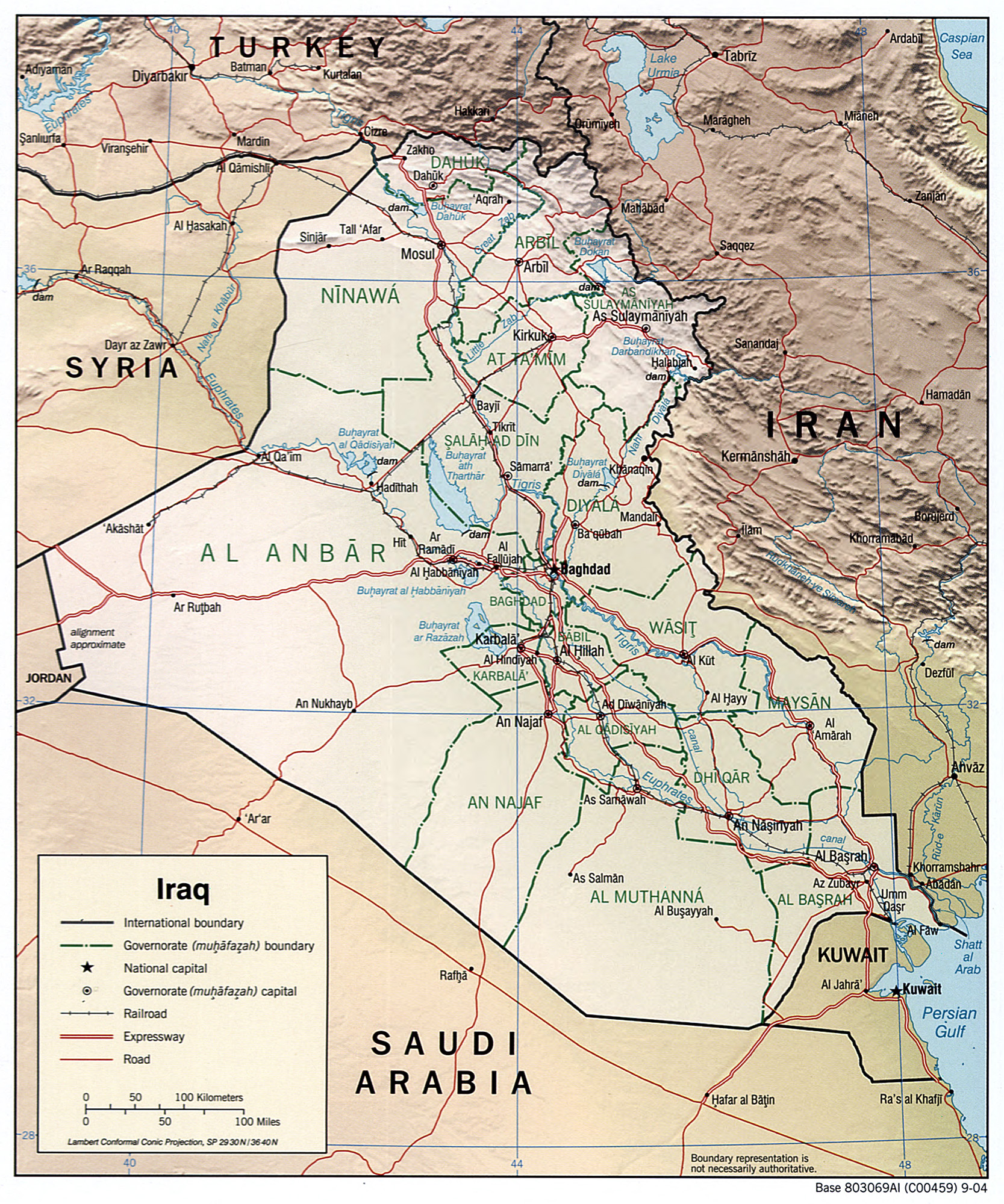
Mapa geopolítico de Irak, mostrando la ubicación de Erbil.

### Ubicación
La ciudad de Erbil se ubica en el homónimo y en la provincia del mismo nombre, ubicada al norte de Irak, cerca de las fronteras de Irán-Turquía. Pertenece a la Región Autónoma Kurda o Kurdistán iraquí y es su capital administrativa.

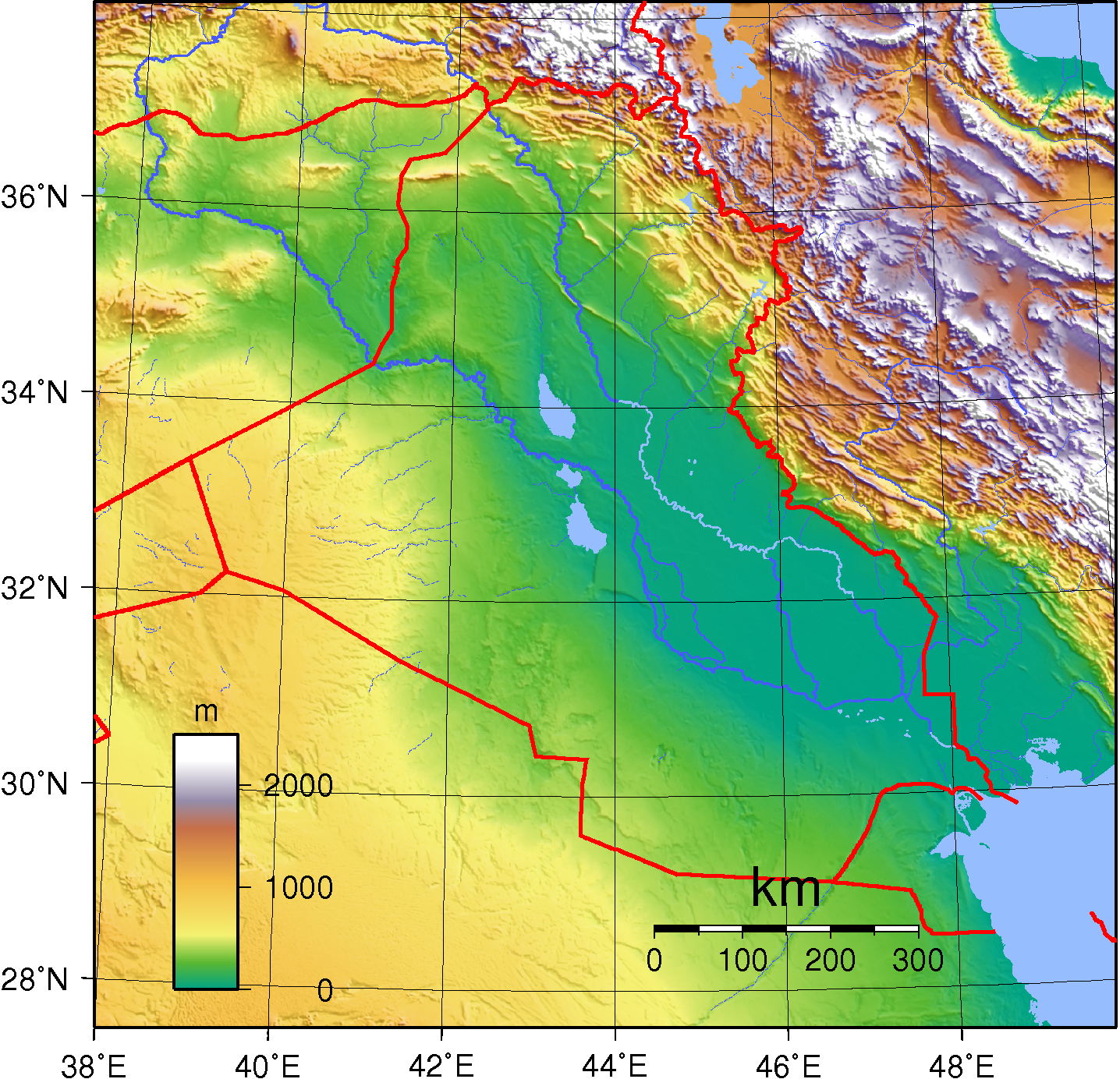
Mapa topográfico de Irak. Se aprecia claramente el sistema anclinal/sinclinal en la frontera noreste del país.

### Relieve
Se ubica a 536 m s. n. m., en las faldas de los montes Hasarok, pertenecientes a la cadena montañosa de los montes Zagros, la cual está ubicada entre Irán e Irak.
Desde el punto de vista fisiográfico, Erbil está ubicada en la zona llamada «Border Folds», la cual consiste en un sistema anticlinal/sinclinal con orientación noroeste-sureste, tipo de relieve producido por esfuerzos tectónicos generados por el choque de las placas arábiga y euroasiática.

### Hidrología

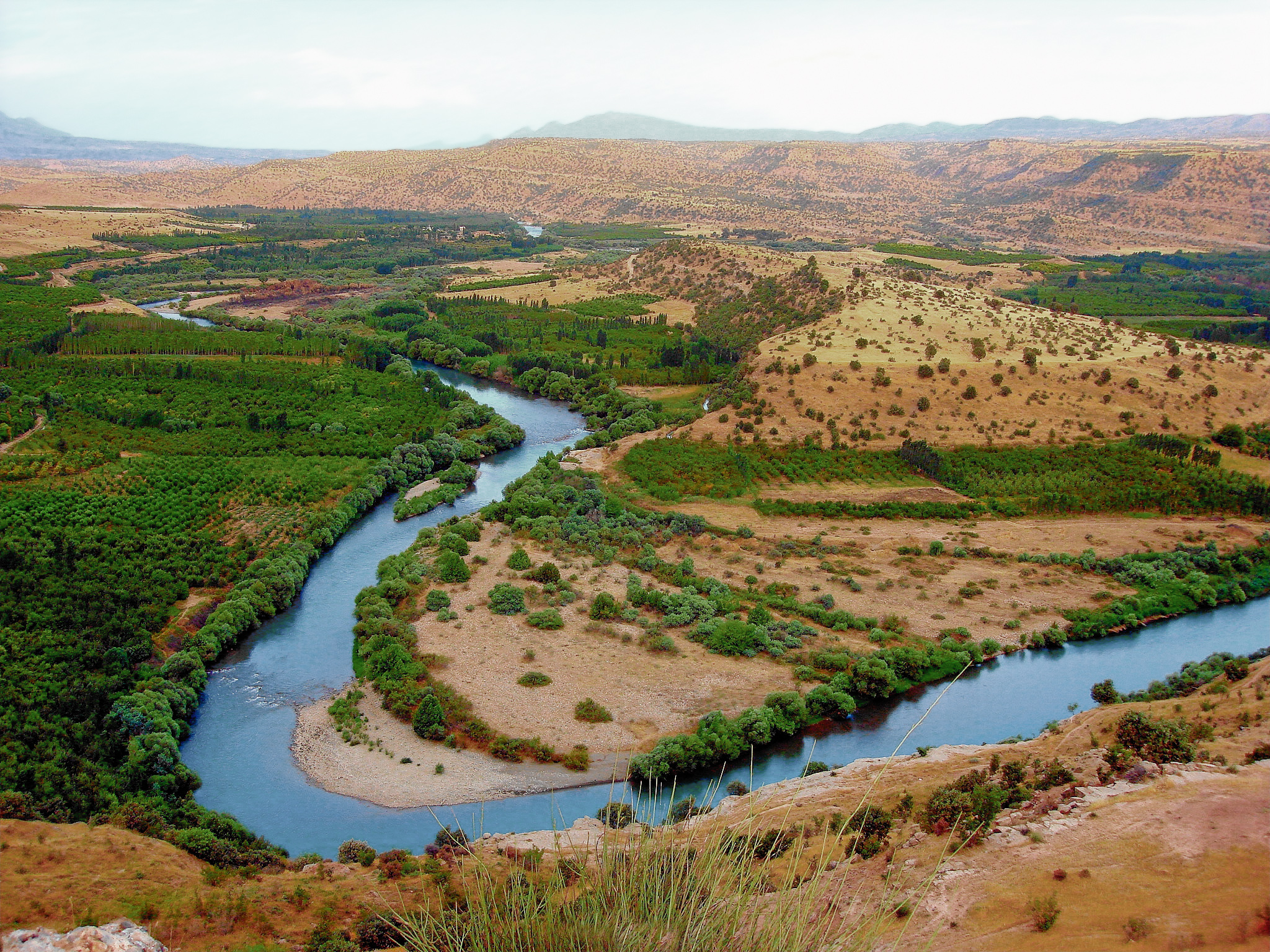
Río Gran Zab, cerca de Erbil.

La ciudad se encuentra ubicada en la cuenca de Erbil, región limitada por el noroeste por el río Gran Zab y por el sureste por el río Pequeño Zab, que consiste en un acuífero, es decir, una capa de aguas subterráneas. La cuenca global está dividida por estructuras menores, que pueden aflorar o no a la superficie, en tres sectores: las subcuencas Kapran, ubicada al norte, central (incluyendo la ciudad) y Bash Tepa, al sur. Las primeras dos subcuencas son drenadas por el Gran Zab, en cambio Bash Tepa contribuye al cauce del Pequeño Zab.
La formación más antigua de la región data del Mioceno medio pero solo aparece en la superficie en el borde de la cuenca. El acuífero de la cuenca de Erbil se aloja principalmente en la formación del plioceno llamada Bajtiari, consistente en depósitos de grava, conglomerados, arena y arcilla, la cual puede llegar a tener un espesor de 1800 m de acuerdo a datos obtenidos en pozos de petróleo.
Los sedimentos Bajtiari se encuentran en las zonas altas de la cuenca, alrededor de depósitos aluviales de arcilla, arena y grava de profundidad variable que datan del cuaternario. Estos depósitos también forman acuíferos, los cuales, de acuerdo con algunos autores, no son independientes, sino que están conectados a las aguas alojadas en los sedimentos del plioceno.

### Clima
El clima de Erbil es semiárido continentalizado; es decir, se caracteriza por presentar grandes variaciones entre las temperaturas extremas del día y la noche y estaciones bien definidas: inviernos muy fríos y veranos muy calurosos. En verano, la temperatura puede alcanzar los 45 °C, mientras que en invierno fluctúa entre –15 y 15 °C. La primavera y el otoño son breves en comparación con la duración de invierno y verano.
En verano, los anticiclones del Mediterráneo elevan las temperaturas y provocan tormentas de polvo, las cuales disminuyen la visibilidad, impiden el tráfico aéreo y causan complicaciones respiratorias. Predomina el viento del noroeste, llamado shamal, que acarrea polvo a su paso. Dadas estas características, existe el riesgo de que se produzcan sequías en forma ocasional y que la población sufra agotamientos por el calor e insolaciones.
Durante el invierno, las precipitaciones sobre toda la región son producidas por ciclones. En Erbil, en particular, influye un factor local: los vientos que soplan del oeste o del noroeste acarrean nubes de lluvia, depositando la mayor cantidad de precipitaciones en las pendientes orientadas hacia el sur o el sureste, tal como es el caso de la zona en que está ubicada la ciudad. El promedio anual de agua caída en Erbil es de 350 mm.
| Parámetros climáticos promedio de Erbil                                                        | Parámetros climáticos promedio de Erbil | Parámetros climáticos promedio de Erbil | Parámetros climáticos promedio de Erbil | Parámetros climáticos promedio de Erbil | Parámetros climáticos promedio de Erbil | Parámetros climáticos promedio de Erbil | Parámetros climáticos promedio de Erbil | Parámetros climáticos promedio de Erbil | Parámetros climáticos promedio de Erbil | Parámetros climáticos promedio de Erbil | Parámetros climáticos promedio de Erbil | Parámetros climáticos promedio de Erbil | Parámetros climáticos promedio de Erbil |
| Mes                                                                                            | Ene.                                    | Feb.                                    | Mar.                                    | Abr.                                    | May.                                    | Jun.                                    | Jul.                                    | Ago.                                    | Sep.                                    | Oct.                                    | Nov.                                    | Dic.                                    | Anual                                   |
| ---------------------------------------------------------------------------------------------- | --------------------------------------- | --------------------------------------- | --------------------------------------- | --------------------------------------- | --------------------------------------- | --------------------------------------- | --------------------------------------- | --------------------------------------- | --------------------------------------- | --------------------------------------- | --------------------------------------- | --------------------------------------- | --------------------------------------- |
| Temp. máx. abs. (°C)                                                                           | 20                                      | 27                                      | 30                                      | 34                                      | 42                                      | 44                                      | 48                                      | 49                                      | 45                                      | 39                                      | 31                                      | 24                                      | 49                                      |
| Temp. máx. media (°C)                                                                          | 12.4                                    | 14.2                                    | 18.1                                    | 24                                      | 31.5                                    | 38.1                                    | 42                                      | 41.9                                    | 37.9                                    | 30.7                                    | 21.2                                    | 14.4                                    | 27.2                                    |
| Temp. media (°C)                                                                               | 7.4                                     | 8.9                                     | 12.4                                    | 17.5                                    | 24.1                                    | 29.7                                    | 33.4                                    | 33.1                                    | 29                                      | 22.6                                    | 15                                      | 9.1                                     | 20.2                                    |
| Temp. mín. media (°C)                                                                          | 2.4                                     | 3.6                                     | 6.7                                     | 11.1                                    | 16.7                                    | 21.4                                    | 24.9                                    | 24.4                                    | 20.1                                    | 14.5                                    | 8.9                                     | 3.9                                     | 13.2                                    |
| Temp. mín. abs. (°C)                                                                           | -4                                      | -6                                      | -1                                      | 3                                       | 6                                       | 10                                      | 13                                      | 17                                      | 11                                      | 4                                       | -2                                      | -2                                      | -6                                      |
| Precipitación total (mm)                                                                       | 111                                     | 97                                      | 89                                      | 69                                      | 26                                      | 0                                       | 0                                       | 0                                       | 0                                       | 12                                      | 56                                      | 80                                      | 540                                     |
| Días de precipitaciones (≥ 1 mm)                                                               | 9                                       | 9                                       | 10                                      | 9                                       | 4                                       | 1                                       | 0                                       | 0                                       | 1                                       | 3                                       | 6                                       | 10                                      | 62                                      |
| Días de nevadas (≥ 1 mm)                                                                       | 1                                       | 0                                       | 0                                       | 0                                       | 0                                       | 0                                       | 0                                       | 0                                       |                                         | 0                                       | 0                                       | 0                                       | 1                                       |
| Fuente n.º 1: Climate-Data.org, My Forecast for records, humidity, snow and precipitation days |                                         |                                         |                                         |                                         |                                         |                                         |                                         |                                         |                                         |                                         |                                         |                                         |                                         |
| Fuente n.º 2: What's the Weather Like.org, Erbilia                                             |                                         |                                         |                                         |                                         |                                         |                                         |                                         |                                         |                                         |                                         |                                         |                                         |                                         |

## Historia

### Antigüedad

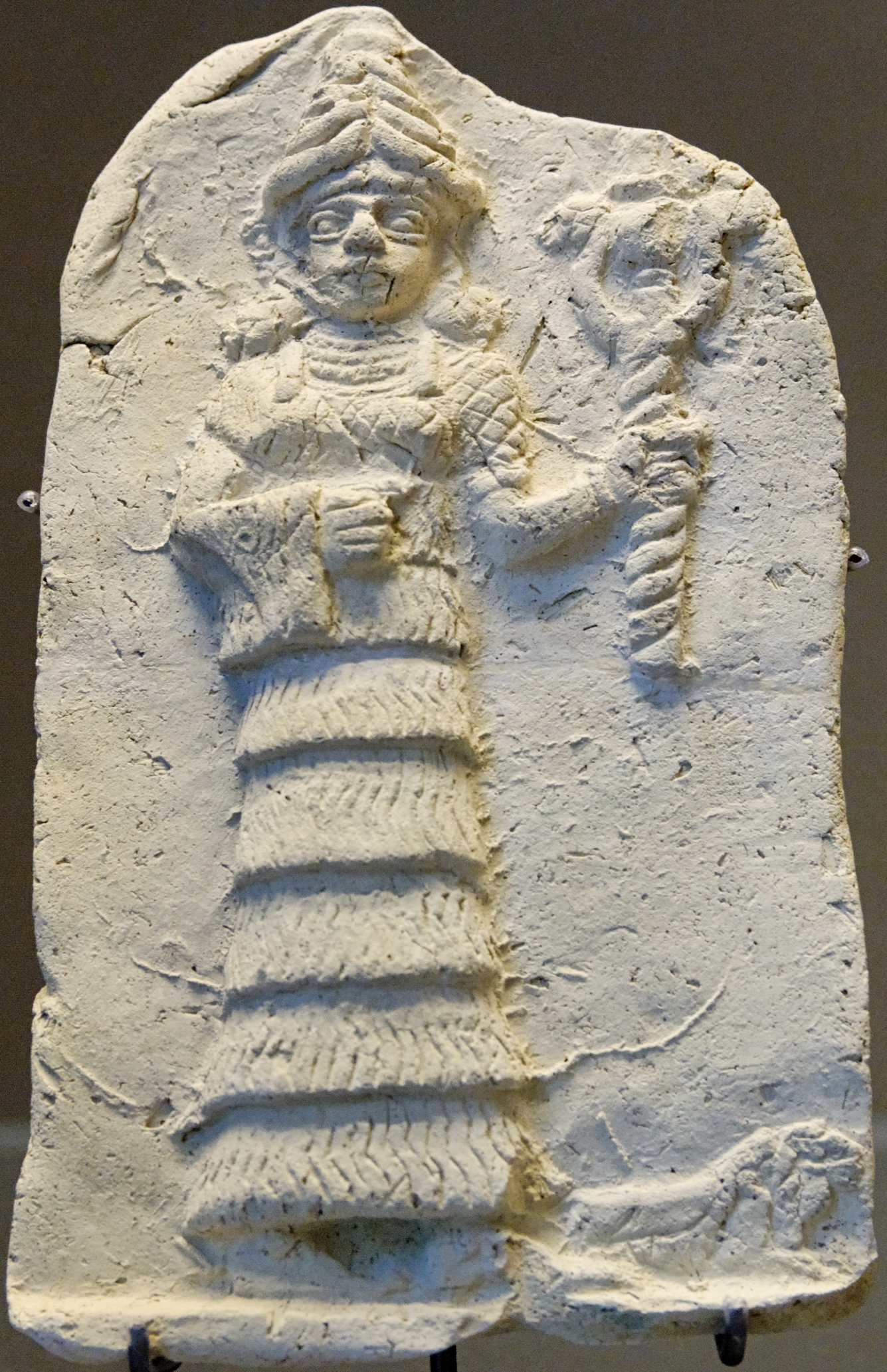
Relieve en terracota que muestra a Ishtar. La diosa tenía un importante templo en Arbil.

El origen de la ciudad puede datarse en el siglo XXIII a. C. gracias a los restos arqueológicos encontrados en ella. Sin embargo, no se conoce mucho de los dos primeros siglos de su historia. La información que se tiene de ella procede de textos cuneiformes que la mencionan, siendo el más antiguo de ellos de alrededor del siglo XXI a. C. A partir de estas fuentes, se sabe que la ciudad se llamaba Arbilum y que tenía un importante templo consagrado a Ishtar, diosa de la fertilidad, donde sus sacerdotisas entraban en trance para predecir el futuro. Este templo era uno de los más importantes de los dedicados al culto de Ishtar en Asiria, siendo superado solo por el de Assur, capital de Asiria.
Erbil cayó junto con Assur bajo el dominio del reino de Mitanni en el siglo XVI a. C. Posteriormente, el control de la ciudad fue disputado entre Aššur-reš-iši (1133-1115) rey de Asiria, y Ninurta-nadin-šumi (1132-1126), rey de Babilonia.
En el año 614 y 612 a. C. la alianza entre Babilonia y el Imperio medo atacó a Asiria, destruyendo Assur y Nínive y con ellas el Imperio asirio. La ciudad de Erbil compartió el destino de Asiria y pasó a formar parte del territorio controlado por Ciáxares, rey de Media. Este fomentó el asentamiento en Erbil y Kirkuk de tribus sagartias, probablemente como recompensa por su ayuda en la captura de Nínive.
En el año 539 a. C., Babilonia fue conquistada por los persas bajo el mando de Ciro II el Grande y Erbil fue incorporada al Imperio aqueménida y nombrada capital de la satrapía de Asiria.

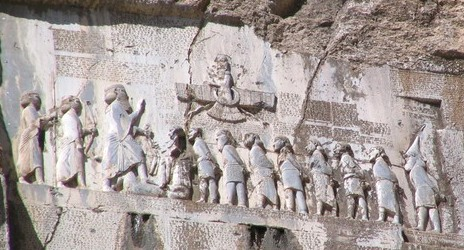
Inscripción de Behistún.

Después de que las revueltas de los medos, lideradas por Fraortes (522 a 521 a. C.), fueran sofocadas por Darío I de Persia, los sagartios que se habían radicado en Erbil y las zonas aledañas, se rebelaron contra Darío. El Imperio aqueménida reaccionó enviando un ejército bajo el mando del general medo Takhmaspâda y, en el verano de 521 a. C., los sagartios fueron derrotados y su líder, Tritantecmes, fue crucificado en Erbil. Estos incidentes están tallados en roca, en la inscripción de Behistún.

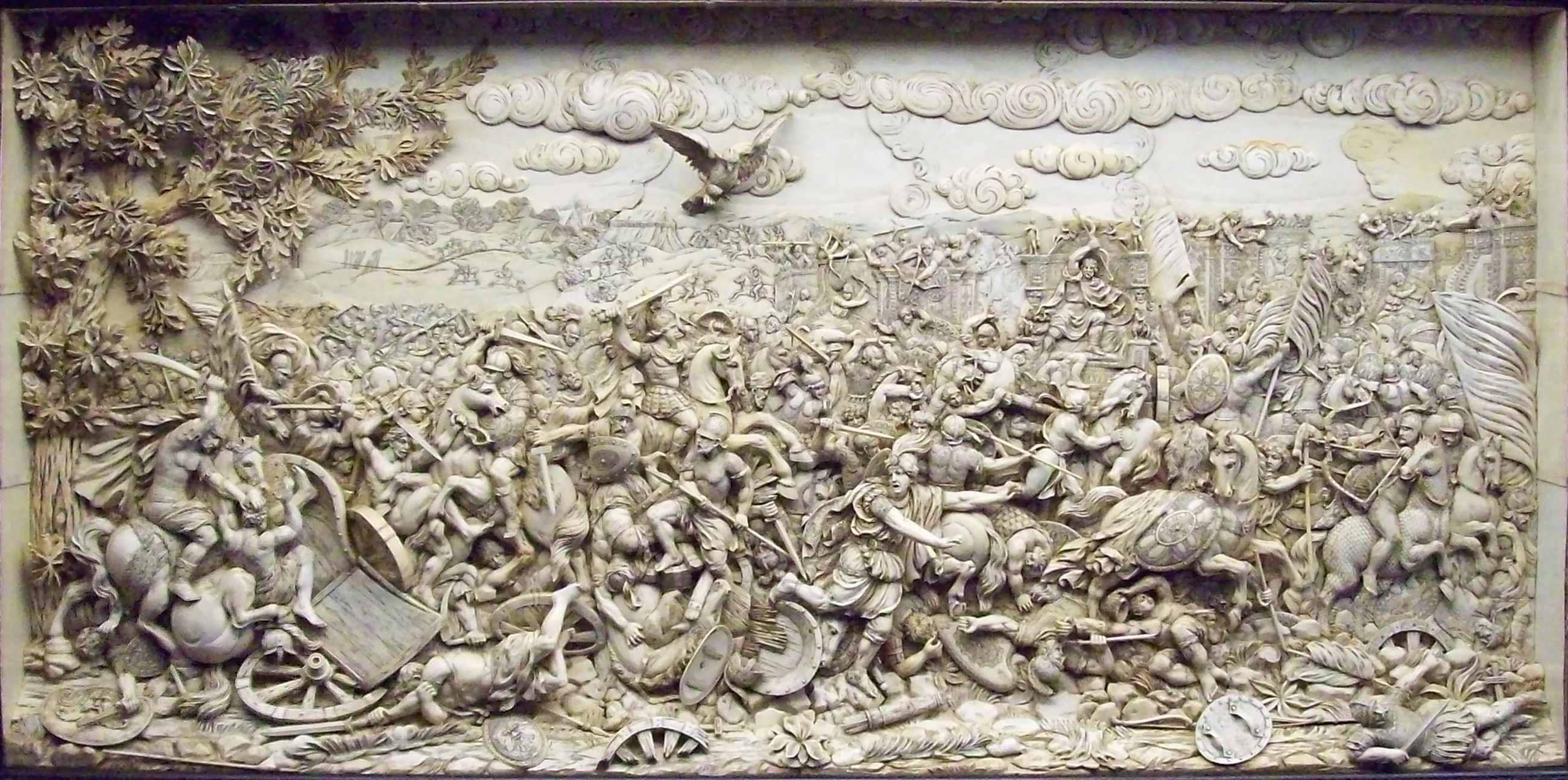
La batalla de Gaugamela (331 a. C.). Relieve labrado en marfil en el siglo XVIII.

La batalla de Gaugamela o de Arbela, en la cual Alejandro Magno derrotó a Darío III de Persia en 331 a. C., ocurrió aproximadamente a cien kilómetros al norte de Erbil. El último rey aqueménida aprovechó la favorable ubicación de Erbil, en la intersección del Camino Real con la ruta a Armenia y a las satrapías del este, para formar y aprovisionar su ejército. De acuerdo al historiador romano Flavio Arriano, Darío habría escapado de la batalla hacia Erbil, donde abandonó su propio carro y abundantes riquezas, antes de seguir camino hacia Ecbatana.
Después de su victoria, Alejandro entregó la satrapía de Arbelites, la ciudad y la región entre los ríos Gran Zab y Pequeño Zab a su general Anfímaco. A la muerte de Alejandro, su imperio fue dividido y disputado entre sus generales. Arbelites se convirtió en una aparquía del Imperio seléucida bajo el nombre de Adiabane.
Mitrídates I fue rey de Partia en el período desde el 171 a. C. al 138 a. C. y durante su reinado los partos se expandieron, conquistando gran parte de Mesopotamia y, con ella, la región de Erbil. En los años sucesivos, partos y seléucidas disputaron el control de la región. A la muerte del rey parto Mitrídates II, los armenios bajo el mando de Tigranes tomaron Adiabane, pero, al verse amenazados por los romanos, ofrecieron devolverla a cambio de ayuda.
Adiabane alcanzó autonomía, funcionando como un estado independiente pero sometido al rey de los partos, en el primer siglo de nuestra era. El primer rey del que se tiene registro fue Izates, quien fue sucedido por Monobazus I.
Erbil, del mismo modo que Amida, fue parte de la región disputada entre Roma y Persia bajo el imperio sasánida. Bajo el gobierno del emperador romano Trajano fue llamada provincia romana de Asiria y, después de un siglo de independencia, fue reocupada por los romanos. El reino judío de Adiabane (término griego para Hadyab) tuvo su centro en Erbil, y tanto la ciudad como el reino son conocidos en la historia judía del medio oriente por la conversión de la familia real al judaísmo, aunque la mayor parte de la población permaneció ecléctica pero con una fuerte presencia del cristianismo oriental.

### Cristianismo en Arbela
En Erbil se estableció una de las primeras comunidades cristianas. Alrededor del año 100 la ciudad ya tenía un obispo. La mayoría de los primeros obispos tienen nombres de origen judío, lo que sugiere que los primeros cristianos de la ciudad fueron conversos del judaísmo.
El reino de Adiabene aparentemente adoptó el cristianismo y se esparció a través de la región, de manera que el área se transformó en un baluarte del cristianismo. En Arbel estaba la sede de un obispo metropolitano la Antigua Iglesia de Oriente.
En el año 346, alrededor de 350 cristianos fueron martirizados, de acuerdo a la obra "Vidas de los santos" de Butler.
A este periodo pertenecen muchos padres de la Iglesia y renombrados autores en siríaco. El escritor sirio del siglo XIII, Gewargis Warda Arbillaya, identificó a la población cristiana de Arbil y sus alrededores como asirios, en una plegaria dedicada a la Rogativa de los Ninivitas.

### Edad Media
Hasta el siglo X, Erbil estuvo poblada por hadhabani kurdos, quienes gradualmente emigraron hacia el norte. En 1310 la población asiria fue masacrada por los árabes con la ayuda de algunos kurdos, quienes eran vistos como traidores por la mayoría kurda. La cantidad de población asiria que hablaba principalmente el arameo siguió siendo importante hasta la destrucción de la ciudad por las fuerzas de Tamerlán, en 1397. Debido al asalto de Tamerlán se presume que sólo una aldea cristiana sobrevivió, por lo que Erbil pasó a ser mayoritariamente musulmana.
Erbil fue gobernada por los califatos de los omeyas, abasíes, búyidas, selyúcidas, atabegs de Erbil (1131-1232), iljanatos, yalayéridas, karakoyunes y akoyunes durante la Edad Media.

### Actualidad
La ciudad moderna de Erbil se encuentra sobre un tell coronado por un fuerte otomano. Durante la Edad Media, Erbil se convirtió en un importante polo para el comercio en la ruta entre Bagdad y Mosul, un rol que aún conserva hoy en día. Una pequeña población de asirios cristianos (alrededor de 15 000) viven principalmente en suburbios como Ankawa.
El parlamento de la Región Autónoma de Kurdistán se estableció en Erbil en 1970, después de negociaciones entre el gobierno iraquí y el Partido Democrático Kurdo, liderado por Mustafá Barzani, pero controlado en la práctica por Saddam Hussein hasta el levantamiento kurdo ocurrido al final de la Guerra del Golfo en 1991. El parlamento cesó sus funciones a la mitad de la década de 1990 por los conflictos surgidos entre las dos tendencias kurdas principales: el Partido Democrático Kurdo (PDK) y la Unión Patriótica del Kurdistán (UPK). La ciudad fue tomada en 1996 por la UPK con la ayuda del gobierno iraquí de Saddam Hussein. La UPK estableció un gobierno kurdo alternativo en Sulaimaniyah. El PDK acusó, en marzo de 1996, a la UPK de haber pedido la ayuda de Irán para luchar contra el PDK. Considerando esto como un ataque extranjero en territorio iraquí, el PDK solicitó ayuda al gobierno central iraquí.

## Estructura político-administrativa
La ciudad tiene 48 barrios:
| - 11 Adar (92). - Ainkawa - Araban - Aulama - Azadl - Badawa - Bahar (Jemade). - Brayati - Nuevo Brayati - Eskan | - Glkand - Gulan - Ibn Mustofi - Industria norte - Industria sur - Khanaqa - Khanzad - Krekaran - Komary - Kuran | - Kuran (Rzgari). - Kurdistán - Kushtukal - Kwestan - Mahabad - Mamostayan - Mantikawa - Muftí - Nawroz - Pishiyakan | - Qalat - Qaryat Zubat - Raparin - Rasti - Runaki - Sa'adunawa - Saidawa (Ashti). - Salahaddin - Sector 99 - Setaqan (Khabat). | - Shahidan - Shorsh - Shurta - Soran - Tajil - Tayrawa (Mustofi). - Zanko - Zanyari |

## Transporte
El transporte aéreo utiliza el Aeropuerto Internacional de Erbil, a siete kilómetros al noreste del centro de la ciudad, tomando como referencia la antigua ciudadela. Ofrece tanto vuelos internos como a ciudades del Medio Oriente y de Europa. El aeropuerto fue inaugurado para el uso civil en 2005 y actualmente está siendo remodelado para aumentar su capacidad.
La ciudad se encuentra conectada a través de una red de transporte terrestre, siendo las principales carreteras la ruta a Mosul (Dahuk), Koysinjaq (Suleimaniya) y a Kirkuk y Bagdad.

## Bienestar social

### Educación
En Erbil hay instituciones educacionales de todos los niveles, incluyendo educación preescolar, primaria, secundaria, técnica o vocacional, superior y yafi'een (nivelación de estudios), siendo responsables del sistema educativo el Ministerio de educación y el Ministerio de Educación Superior del Kurdistán, controlados por el PDK y el UPK respectivamente, de acuerdo al Acuerdo de unificación. La educación es gratuita en todos los niveles, excepto en las instituciones privadas. De acuerdo a School Survey 2003-2004 in Irak, realizado por el Ministerio de educación iraquí en conjunto con UNICEF, la infraestructura en la provincia en general y en la ciudad de Erbil en particular, es escasa y necesita ser renovada y reparada.
Hay tres universidades en Erbil: la Universidad de Salahaddin, la Universidad de Medicina de Hawler y la Universidad de Kurdistán - Hawler.
El PDK controla el acceso a la educación superior, así como el otorgamiento de grados académicos, situación que se presta para que las vacantes se entreguen de acuerdo a afinidades políticas más que por méritos académicos, lo que ha deteriorado los estándares de la enseñanza.
La Universidad de Salahaddin fue fundada en 1968 en la ciudad de Suleimaniya y trasladada a Erbil en 1981, siendo una de las mayores y más antiguas instituciones de educación superior de Kurdistán y miembro de la Asociación Internacional de Universidades.
Cuenta con facultades de administración y economía, agricultura, arte, ciencias de la educación, ingeniería, lenguaje, leyes y política, educación física, ciencias políticas, ciencias, sharia y educación básica.
En 2005, se estableció la Universidad de Medicina de Hawler a partir de las facultades de medicina, odontología, farmacia y enfermería de la Universidad de Salahaddin.
La Universidad de Kurdistán - Hawler es una universidad pública independiente, fundada por el gobierno regional del Kurdistán, y comenzó su primer año académico en septiembre de 2007. Ofrece grados académicos en las áreas de economía y finanzas, estudios de administración y negocios, ciencias políticas y relaciones internacionales, sociología y políticas sociales, historia moderna y tecnologías de la información.

### Sanidad
El sistema de salud de Kurdistán está administrado por el Ministerio de Salud, quien define las políticas y estrategias a adoptar. A nivel regional, en la provincia de Erbil, la salud es coordinada por el Directorio de Salud. Tanto la atención de urgencia como las servicios médicos y los medicamentos son gratuitos en el sistema de salud público, excepto por un cargo por consulta médica.
Erbil cuenta con quince hospitales públicos y cuatro privados, además de clínicas privadas y laboratorios médicos, destinados a cubrir la demanda tanto de la ciudad como de toda la provincia. Sin embargo, dado que la infraestructura es insuficiente en las áreas rurales, las instalaciones urbanas ven sobrepasada su capacidad. Por otra parte, los insumos son derivados desde Bagdad así que, debido tanto a problemas de seguridad como ineficacias en la administración, el sistema de salud local sufre de escasez de medicamentos. Esta última deficiencia es paliada, en parte, gracias a donaciones de ONG y a adquisiciones de medicamentos en el mercado local por parte del Ministerio de Salud kurdo.
Existen instituciones dedicadas específicamente a la salud mental, pero proveen sólo servicios básicos que resultan insuficientes para tratar a la población. Por otra parte, dos ONG internacionales y una local, ofrecen tratamiento para niños.